# Münzfuß
Der Münzfuß (in der Numismatik auch kurz Fuß genannt) ist eine offizielle Bestimmung eines Münzherrn, wie viele Münzen einer Sorte aus einer Gewichtseinheit Edelmetall („Münzgrundgewicht“) geschlagen werden sollen. Der Münzfuß legt damit fest, welche Menge eines Edelmetalls (das Feingewicht) in einer bestimmten Münze enthalten sein soll. Erst in Verbindung mit dem Raugewicht einer Münze legt der Münzfuß auch den Feingehalt der Münze fest.
Der Stolberger Münzmeister Julian Eberhard Volckmar Claus definierte in seiner 1753 gedruckten Kurzgefaßte Anleitung zum Probieren und Münzen den Münzfuß wie folgt: „Die gehörige Proportion der Metalle und des Gewichts der Münze, daß sie nehmlich nach ihrer innerlichen und äusserlichen Güte, oder nach Schrot und Korn, nach Zusaz und Feine, Zahl und Gewichte eingerichtet sey, wird Münzfuß genennet.“
Viele Münzen bestehen nicht ausschließlich aus dem Edelmetall, das dem jeweiligen Münzfuß zu Grunde liegt. So ist Gold- und Silbermünzen oft Kupfer beilegiert, z. B. zur Münzhärtung.
Unterschieden wird daher:
- das Feingewicht (oder Korn) einer Münze
- das Gesamtgewicht (Raugewicht oder Schrot) des aus einer Legierung bestehenden Schrötlings der Münze.

Beispielsweise wird von einer Mark fein gesprochen, wenn der reine Edelmetallgehalt einer Gewichtsmark gemeint ist; dagegen entspricht eine Mark rauh dem Gewicht des legierten Münzmetalls, das genau eine Mark fein enthält.
Der Feingehalt ist kein Gewicht, sondern das (dimensionslose) Verhältnis von Fein- zu Raugewicht in Promille.
Ein absichtliches Absenken des Münzfußes von Edelmetallmünzen durch Ausgabe neuer Münzen mit niedrigerem Feingewicht (bei gleichbleibendem Raugewicht) und damit niedrigerem Feingehalt bezeichnet man als Münzverschlechterung. Davon zu unterscheiden ist das kontinuierliche Absinken des Feingewichts sowie des Raugewichts der umlaufenden Münzen durch Abrieb.

## Historische Münzfüße

### Antike Münzfüße
Der älteste Münzfuß ist der äginetische der Insel Ägina, der zu einem Statergewicht (1 Stater entspricht 2 Drachmen) von ca. 12,3 g führte (auf die Drachme bezogen somit 6,15 g). Er breitete sich über die Peloponnes, die Kykladeninseln, Kreta und in Südwestkleinasien aus.
Fast jede Polis hatte anfangs ihre eigene Währung. Seit dem 5. Jahrhundert v. Chr. setzte sich – aufgrund der Bedeutung Athens im griechischen Handel – der attische Münzfuß durch, mit einem Tetradrachmengewicht von ca. 17,5 g. Der Stater hatte somit ca. 8,75 und die Drachme ca. 4,38 g.
Der Denar der Römischen Republik mit 3,9 g (1⁄84 des römischen Pfundes, das Münzgrundgewicht römisches Pfund betrug somit ca. 327,4 g) orientierte sich zunächst an der griechischen Drachme des attischen Fußes. Er wurde in der römischen Kaiserzeit von Nero auf 3,3 g herabgesetzt. Nach weiteren Verschlechterungen wurde durch Diokletians Münzreform von 294 n. Chr. der Denar durch den Argenteus mit einem Sollgewicht von 3,41 g ersetzt. Er entsprach 1⁄96 des römischen Pfundes.

### Mittelalterliche und neuzeitliche Münzfüße

#### Karolingisches Pfund
Im Karolingischen Münzsystem war das Pfund die grundlegende Masseneinheit. Es war festgelegt, dass aus einem Pfund Silber 240 Pfennige (Denari) gemünzt werden sollen. Die Zahl 240 ergab sich aus 20 Schillingen (Solidi) zu je 12 Pfennigen. Eine ähnliche Einteilung bestand in Großbritannien bis 1971. In historischen oder historisierenden Werken wird auch für britisches Geld die lateinische Abkürzung verwendet – d für pennies, s für Shillings und lb (von lateinisch „Libra“) oder £ (abgeleitet vom Buchstaben L) für Pfund.

#### Kölner Mark

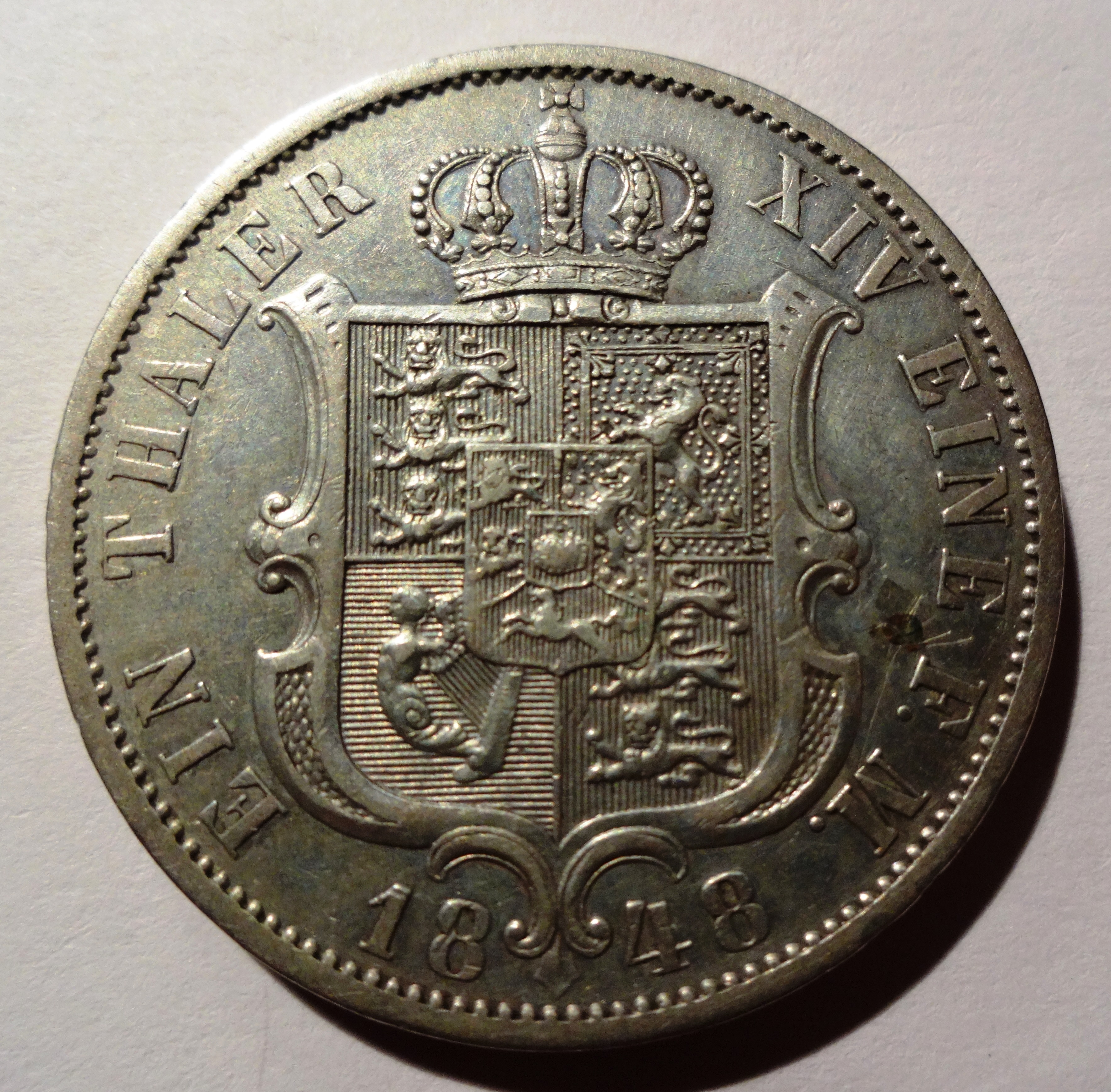
Münzfuß (14-Taler-Fuß) auf Hannoveraner Taler von 1846

In der frühen Neuzeit löste die Mark im römisch-deutschen Reich das Pfund als Gewichtseinheit ab.
- Mit dem Augsburger Reichsmünzedikt vom 30. Mai 1566 wurde der 9-Taler-Fuß eingeführt, welcher festlegte, dass aus einer Kölner Mark Silber neun Reichstaler geprägt werden sollten und dass der Silberanteil 14 Loth 4 Grän (888,888 ‰) betragen soll. Das ergibt für die einzelne Münze ein Gewicht von 29,23 g und ein Feingewicht von 25,98 g.
- Der 9-Talerfuß wurde für den Taler, der als Speciesreichstaler bezeichnet wurde, auch von den Vertragsstaaten des Zinnaer Münzvertrages von 1667 beibehalten. Die kleineren Sorten sollten allerdings in einem 10½-Talerfuß geprägt werden. Ab 1668 wurden auch die Talerteilstücke in diesem geringwertigeren Fuß geprägt.[6] Der sächsische Kuranttaler im Zinnaischen Münzfuß ist eigentlich eine Rechnungsmünze, die als tatsächliche Münze nicht existiert, sondern die Abrechnung vereinfachen soll.[7] In Einzelfällen wurde er dennoch ausgeprägt.
- In den Jahren 1670 und 1671 ließ Kursachsen zur Begünstigung des Leipziger Handels Wechseltaler nach dem Wechseltalerfuß prägen.[8]
- Mit dem am 16. Januar 1690 geschlossenen Leipziger Münzvertrag einigten sich Kurbrandenburg, Kursachsen und das Herzogtum Braunschweig-Lüneburg auf einen 12-Talerfuß für die Talerteilstücke (auch als 18-Gulden-Fuß oder Leipziger Münzfuß bekannt), der sich rasch in den meisten deutschen Staaten durchsetzte.[9] Dieser Münzfuß wurde unter Kaiser Karl VI. mit Kaiserlichem Kommissionsdekret vom 1. Dezember 1738 Reichsmünzfuß für Talerteilstücke.[10]

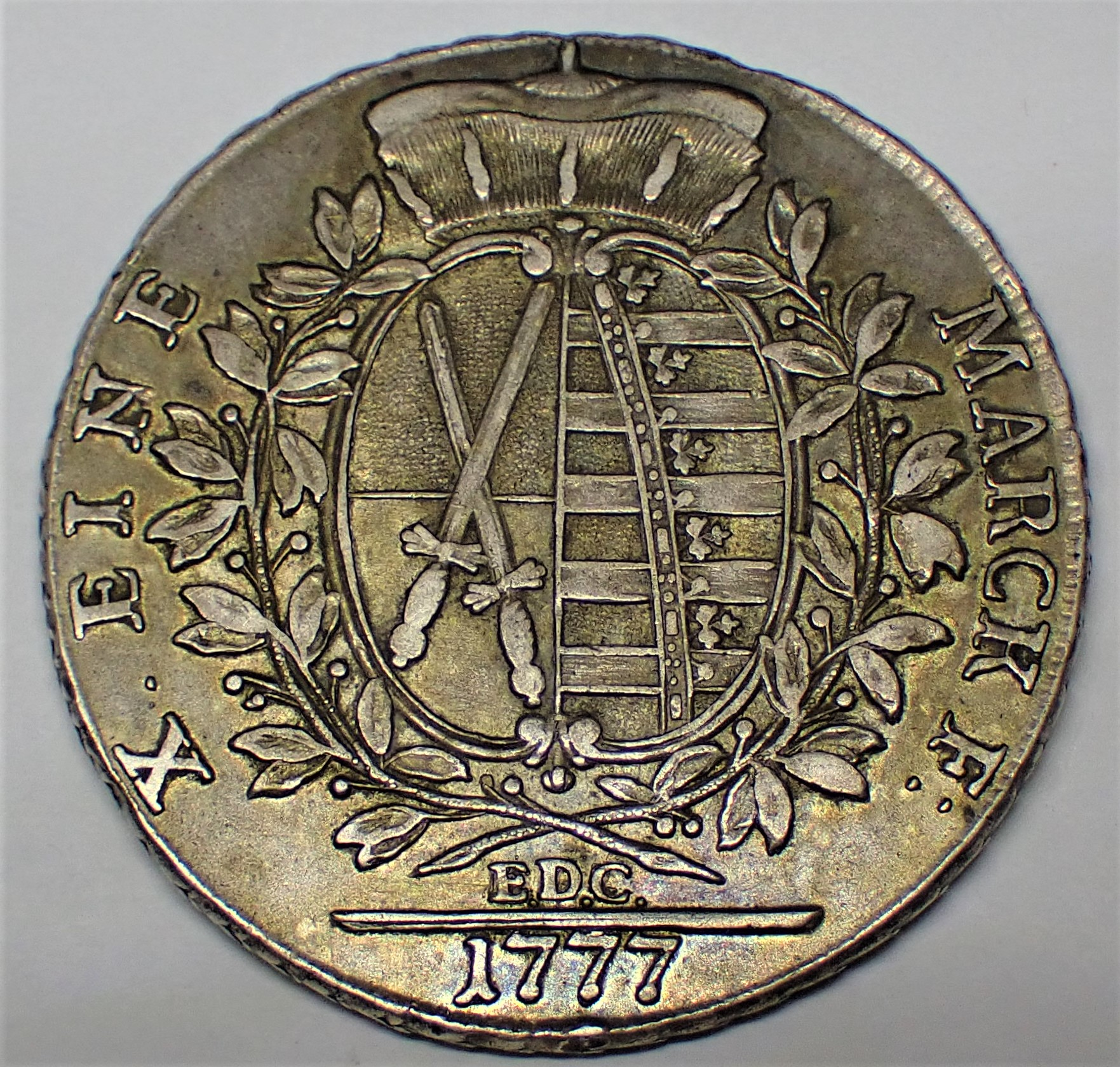
Wertseite eines sächsischen Talers im 10-Talerfuß von 1777, DMK 237

- 1750 wurde in Österreich der Konventionstaler eingeführt, von welchem aus einer feinen Mark zehn Stück geprägt wurden, was einem Feingewicht von 23,386 g entspricht. Im 18. und 19. Jahrhundert wurde der relative Anteil an Edelmetall häufig als römische Ziffer im unteren Teil der Münze angegeben. So bedeutet z. B. ein X (römische Ziffer 10), dass zehn Münzen dieser Sorte einer Mark reinem Silber entsprechen.
- Zum Beispiel trugen die (vor)letzten preußischen Kuranttaler und auch die Taler der anderen deutschen Staaten die seit dem Dresdner Münzvertrag von 1838 im 14-Talerfuß prägten die Umschrift: EIN THALER XIV EINE F. M., d. h., dass 14 Talermünzen eine Gewichtsmark Silber enthielten, was umgerechnet 233,8555 g Feinsilber entsprach. Dieser 14-Talerfuß war von Johann Philipp Graumann im Jahr 1750 im Auftrag König Friedrichs II. in Preußen eingeführt worden.

#### Zollpfund
Der Wiener Münzvertrag 1857 ersetzte im Zuge einer Tendenz zum Dezimalsystem die Kölner Mark mit einem Münzgrundgewicht von 233,855 g durch das Zollpfund mit 500 g. Da gleichzeitig der 14-Talermünzfuß durch einen 30-Talermünzfuß ersetzt wurde, veränderte sich das Silberfeingewicht kaum.

#### Bezugsänderung von Silber auf Gold
Gegen Ende des 19. Jahrhunderts wurde das Silber als Basis der Währung in vielen Staaten durch den Goldstandard ersetzt und der Münzfuß bezog sich nun auf das wertvollere und chemisch inertere Edelmetall Gold.
Nachdem die im Deutschen Reich 1871 eingeführte Markwährung, bei der 5-, 10- und 20-Mark-Nominale in Gold geprägt wurden, durch die wirtschaftlichen Folgen des Ersten Weltkrieges völlig entwertet worden war, wurde nach der Überwindung der Inflation im deutschen Münzgesetz vom 30. August 1924 (RGBl. II S. 254) in § 3 in Anknüpfung an die Goldmünzenprägung des Kaiserreichs festgelegt, dass aus einem Kilogramm Feingold 139,5 Münzen als 20-Markstück oder 279 Münzen als 10-Markstück mit einem Mischungsverhältnis von 900 Teilen Gold und 100 Teilen Kupfer zu prägen waren, die tatsächlich jedoch nie ausgeprägt wurden.

#### Nach dem Ersten Weltkrieg
Obwohl viele Staaten (wenigstens nominell) nach dem Ersten Weltkrieg zum Goldstandard zurückkehrten, führte die Deflation der Weltwirtschaftskrise dazu, dass die Ausgabe von Goldmünzen, die freie Konvertierbarkeit von Papiergeld in Kurantmünzen oder sogar der private Besitz größerer Mengen Gold in vielen Ländern abgeschafft bzw. verboten wurde. Endgültig beendet wurde der – mit dem Bretton-Woods-System sogar nochmal bestätigte – Goldstandard bzw. Metallstandard allgemein jedoch erst in den 1970er Jahren als der US-Dollar als Leitwährung offiziell vom Gold entkoppelt wurde. Nichtsdestotrotz nehmen einige wenige internationale Übereinkommen, so sie nicht in modernen Landeswährungen oder Sonderziehungsrechten lauten, beim Festlegen von Geldmengen, Haftungsgrenzen o. ä. auf historische Münzfüße Bezug. Auch Anlagemünzen wie Krügerrand werden teilweise noch heute entsprechend des historischen Münzfußes ihres Nominalwertes geprägt.